# Evan Harris
Evan Leslie Harris (né le 21 octobre 1965) est un politicien libéral démocrate britannique. Il est député pour West Oxford et Abingdon de 1997 à 2010, perdant son siège aux Élections générales britanniques de 2010 par 176 voix contre la candidate conservateur Nicola Blackwood. 
Il est le co-directeur exécutif de Hacked Off, la campagne pour une presse responsable. 

## Jeunesse et carrière
Evan Harris est né le 21 octobre 1965 à Sheffield, dans le Yorkshire du Sud, fils de parents juifs sud-africains (son père est professeur de médecine). Il est élevé à Liverpool, où il reçoit une éducation publique à la Liverpool Blue Coat School. En 1984, il obtient une bourse à la Harvard-Westlake School indépendante de Los Angeles, en Californie, puis une bourse pour fréquenter le Wadham College, à Oxford, où il obtient un baccalauréat ès arts en physiologie et un diplôme en sociologie médicale. Il termine ses études à la faculté de médecine d'Oxford, où il obtient son diplôme de BM BCh et se qualifie en tant que médecin en 1991. 
Harris commence sa carrière au Royal Liverpool University Hospital en 1991 en tant qu'officier de la maison de pré-inscription (médecin junior). Un an plus tard, il part à l'hôpital John Radcliffe d'Oxford, spécialisé en médecine d'urgence et en chirurgie. En 1994, Harris rejoint l'Oxfordshire Health Authority, devenant un registraire spécialisé honoraire en santé publique et travaillant sur des questions liées à la dotation en personnel et à la formation du NHS. Il est représentant et négociateur de la British Medical Association locale de 1992 à 1994, après quoi il est élu au Conseil national de la BMA. 
Harris est un humaniste et un mécène de Humanists UK. Il est également vice-président du groupe humaniste parlementaire de tous les partis, avant sa défaite aux élections générales de 2010. De plus, il est un associé honoraire de la National Secular Society et le Patron de l'Oxford Secular Society,. 

## Carrière politique
Il est élu pour la première fois à la Chambre des communes lors de l'élection générale de 1997 pour Oxford West et Abingdon. Le siège est auparavant occupé par le conservateur John Patten, un ancien ministre du Cabinet. Harris gagne le siège pour les démocrates libéraux avec une majorité de 6 285 voix, faisant son premier discours le 21 mai 1997. 
Au parlement, il est nommé porte-parole sur la santé en 1997 par Paddy Ashdown. À la suite de l'élection de Charles Kennedy à la tête du parti en 1999, Harris est porte-parole sur l'enseignement supérieur et les questions féminines. Il est promu au cabinet fantôme libéral démocrate à la suite des élections générales de 2001 en tant que secrétaire d'État fantôme à la Santé, mais démissionne en 2003 pour prendre soin de sa petite amie Liz O'Hara qui souffre de glioblastome multiforme terminal. À la suite des élections générales de 2005, Harris est revenu comme porte-parole pour la science, poste qu'il occupe jusqu'à sa défaite aux élections générales de 2010. 
Harris est membre du comité restreint de l' éducation et de l'emploi entre 1999 et 2001. Il est ensuite membre des comités restreints pour la science et la technologie entre 2003 et 2010, et pour les droits de l'homme entre 2005 et 2010. 
Evan Harris est membre du groupe de centre-gauche Beveridge au sein des libéraux démocrates, et est président honoraire de l'organisation pour l'égalité des libéraux démocrates lesbiennes, gays, bisexuels et transgenres (LGBT + libéraux démocrates) de 2000 à 2012. 
Au parlement, il siège dans de nombreux groupes du parti, dont le groupe du rein (en tant que président); santé mentale; science; réfugiés; égalité; et groupe SIDA.   
Harris est favorable à l'avortement et soutient le droit des personnes mentalement compétentes et en phase terminale de se suicider dans certaines circonstances. Cela conduit à des critiques de la part des dirigeants pro-vie et de l'Église, tels que George Pitcher. 
Harris s'est également prononcé en faveur de la recherche médicale impliquant des animaux, y compris celle menée à l'Université d'Oxford. Il rejoint la marche d'Oxford de Pro-Test en février 2008. Cela conduit l'activiste des droits des animaux Keith Mann à se présenter contre Harris aux élections générales de 2010, au cours desquelles il qualifie Harris de « Dr Death ». 
Harris est un fervent partisan de la réforme des lois sur la diffamation au Royaume-Uni. Il a notamment soutenu Simon Singh dans son procès en diffamation contre la British Chiropractic Association, déclarant: «Pour chaque Simon Singh qui gagne, il y a des centaines d'écrivains qui n'osent jamais publier ou qui abandonnent leur bataille juridique parce qu'ils ne peuvent pas risquer de perdre. C'est pourquoi tous les partis politiques doivent tenir leurs promesses d'agir [pour réformer la loi sur la diffamation] ". En 2009, Evan Harris reçoit (avec Lord Avebury) le Prix du séculariste de l'année de la National Secular Society en reconnaissance de son rôle dans l'abolition de l'infraction de common law de diffamation blasphématoire. 
Aux élections générales de 2010, Harris est battu par la candidate conservateur Nicola Blackwood. Harris obtient 23 730 voix contre 23 906 à Blackwood - une marge de 176 voix. Plusieurs commentateurs politiques ont déclaré qu'il s'agissait de l'un des résultats les plus surprenants de l'élection générale, compte tenu de la position de haut niveau de Harris en tant que ministre fantôme. 
Avant les élections générales de 2010, le siège d'Oxford West et Abingdon d'Harris a changé de limites, déplaçant les quartiers centraux d'Oxford de Carfax et Holywell, principalement composés d'étudiants de l'Université d'Oxford, vers la circonscription d'Oxford East. En retour, la circonscription a gagné une paroisse de Wantage et Witney. Ces changements ont réduit la majorité théorique de Harris de 7 683 à 5 525 voix, soit 11,3 %. 
Depuis août 2010, Harris écrit un blog sur la politique scientifique pour The Guardian. Le 18 septembre 2010, Harris publiée un article sur le site The Guardian intitulé « Un manifeste séculariste ». 
Le 17 novembre 2010, Harris est élu l'un des trois vice-présidents du Comité de politique fédérale des libéraux démocrates.

## Autres engagements
En 2004, il s'enferme dans un chenil géant avec les députés Paul Burstow, Ivan Henderson et l'actrice Liza Goddard, les présentatrices Liz Bonnin et Lizzie Greenwood et la DJ Becky Jago dans le cadre d'une collecte des fonds pour la RSPCA.